# Le porte del silenzio
Pour plus de détails, voir Fiche technique et Distribution.
Le porte del silenzio est un film italien tourné à La Nouvelle-Orléans et sorti en 1991. C'est le dernier long-métrage réalisé par Lucio Fulci.

## Synopsis
Le protagoniste rencontre une demoiselle étrange et mystérieuse.

## Fiche technique
Sauf indication contraire, les informations mentionnées dans cette section peuvent être confirmées par la base de données cinématographiques IMDb,  présente dans la section « Liens externes ».
- Titre original : Le porte del silenzio (litt. « La Porte du silence »)
- Réalisateur : Lucio Fulci
- Scénario : Lucio Fulci d'après sa nouvelle Porte del nulla, publiée dans l'anthologie Porte del nere[2]
- Photographie : Gia//carlo Ferrando
- Montage : Rosanna Landi
- Décors : Massimo Lentini (it)
- Musique : Franco Piana
- Costumes : Laura Gemser (sous le nom de « Laurette M. Gemser »)
- Trucages : Pietro Tenoglio
- Producteur : Joe D'Amato
- Sociétés de production : Filmirage (it)
- Pays de production :  Italie
- Langue de tournage : italien, anglais
- Format : Couleurs - 1,37:1 - Son mono - 35 mm
- Durée : 87 minutes (1h27)
- Genre : Horreur, Thriller
- Dates de sortie :
  - Italie : décembre 1991
  - Japon : 25 juin 2000 (DVD)
  - États-Unis : 14 juillet 2009 (DVD)
- interdit aux moins de 12 ans

## Distribution
- John Savage : Melvin Devereux
- Sandi Schultz : La morte
- Richard Castleman : Le chauffeur du corbillard
- Jennifer Loeb : Margie, l'autostoppeuse
- Elizabeth Chugden : Sylvia Devereux
- Joe Davis : Le ministre
- Bob Shreves : Le juge
- Mary Coulson : Martha, la tante de Melvin
- Fred Lewis : Le tavernier
- Maureen Rocquin : La fille au juke-box
- Dunca Boyer : Le chasseur cajun

## Production
Après l'achèvement de son précédent film, Voix profondes, Lucio Fulci a été sollicité  par Aristide Massaccesi qui avait lu la nouvelle Porte del nulla rédigée par Fulci et qui souhaitait l'adapter. Fulci témoigne avoir été encouragé par Massaccesi à se rendre sur place à La Nouvelle-Orléans pour limiter les coûts de production et d'y emmener sa fille. Fulci fait remarquer qu'après son atterrissage, ses équipements étaient tous en panne.
Le tournage s'est déroulé du 8 avril au 30 mai 1991 en Louisiane aux États-Unis, notamment à La Nouvelle-Orléans, à Madisonville.
Le film a été mal distribué d'après son producteur délégué Aristide Massaccesi qui a déclaré « n'être même pas parvenu à [en] vendre une brochure ». En Italie, il est sorti en VHS, tandis que dans la plupart des autres pays, il est resté inédit. La faillite de la société de production Filmirage (it) au même moment n'a pas arrangé les choses. Lors de la distribution, Massaccesi a demandé à Fulci, compte tenu des mauvaises recettes de ses précédents films, de prendre un pseudo : Simon Kittay.
Il a été commercialisé dans les pays anglophones sous le nom Door to Silence, dans les pays hispanophones El enigma de la muerte et lusophones Enigma Mortal ou Porta Para o Silêncio.